# Dunkirk (Indiana)
Pour les articles homonymes, voir Dunkirk.
Dunkirk est une municipalité américaine principalement située dans le comté de Jay en Indiana.
Lors du recensement de 2010, sa population est de 2 362 habitants. La municipalité s'étend sur 1,26 mille carré (3,26 km2). Une petite partie de Dunkirk se trouve dans le comté de Blackford voisin : 145 habitants sur 0,05 mille carré (0,13 km2).
La ville est fondée en 1853 sous le nom de Quincy. Elle est par la suite renommée Dunkirk, en référence à Dunkirk (New York) pour éviter toute confusion avec un autre bourg nommé Quincy dans l'Indiana. Elle se développe dans les années 1880 grâce à la découverte de gisements de gaz dans la région, important pour l'industrie du verre.